# Norsk Luftfartsmuseum
Das Norsk Luftfartsmuseum (deutsch: Norwegisches Luftfahrtmuseum) ist ein Luftfahrtmuseum in Bodø in Norwegen. Es ist das nationale Luftfahrtmuseum von Norwegen und mit 10.000 m² Ausstellungsfläche das größte Luftfahrtmuseum in Skandinavien.
Das Museum wurde am 15. Mai 1994 durch den norwegischen König Harald V. eröffnet.

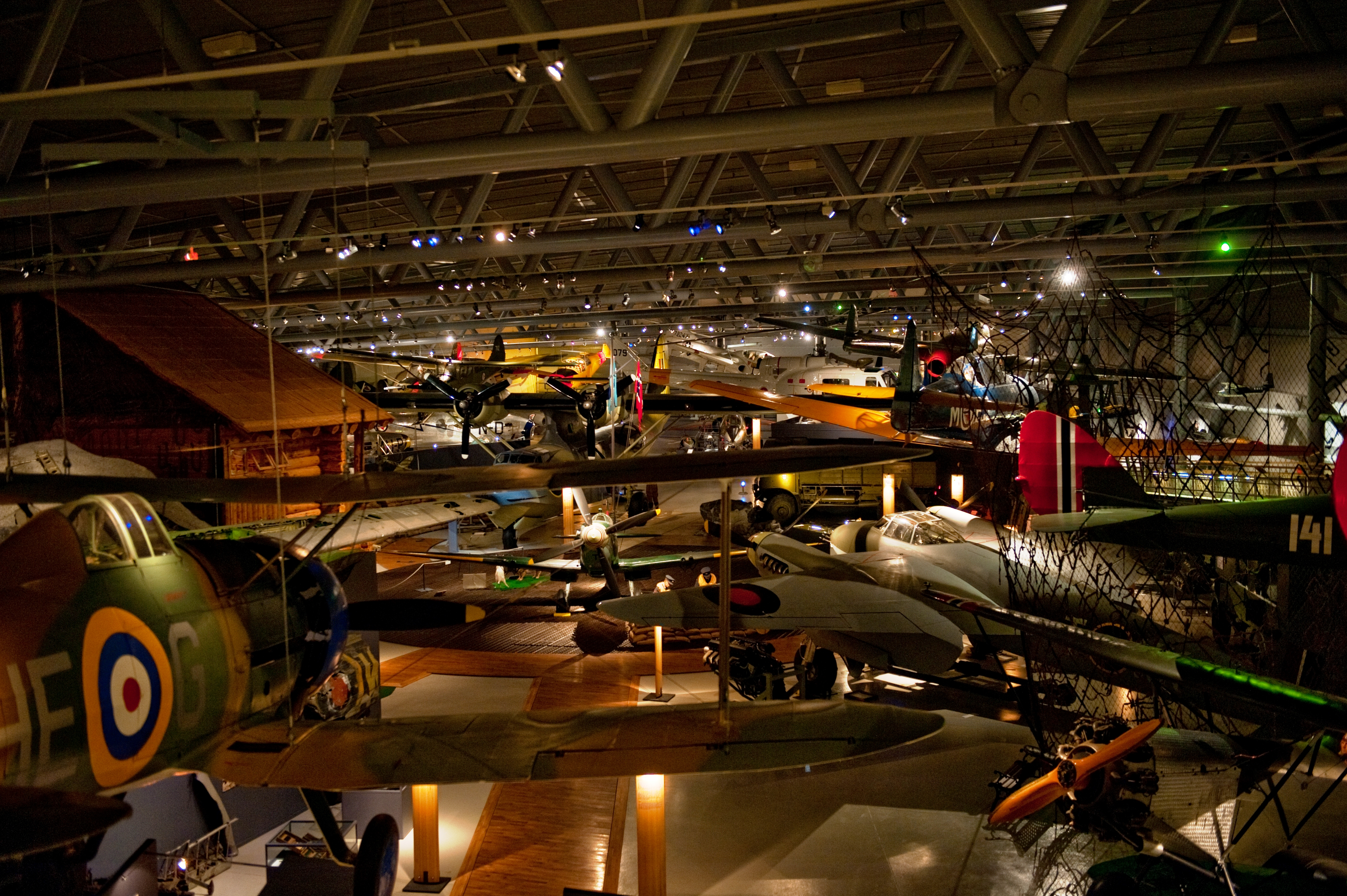
Blick in den militärischen Bereich des Museums

## Exponate
Im Museum sind 46 Flugzeuge ausgestellt. Der Fokus liegt auf norwegischer Luftfahrtgeschichte. Die Exponate sind auf zwei Bereiche aufgeteilt: zivile und militärische Luftfahrt.

### Militärischer Bereich
- Avro 504K Dyak
- Bell UH-1B Iroquois
- Canadair CF-104 Starfighter
- Cessna L-19A/O-1A Bird Dog
- Cessna T-37B Tweet
- Consolidated PBY-5A Catalina
- De Havilland DH.82 Tiger Moth
- De Havilland DH.98 Mosquito
- De Havilland DH.100 Vampire
- Fairchild PT-19 Cornell
- Focke-Wulf Fw 190 A-3/U3
- Fokker C.V-D
- Gloster Gladiator II
- Junkers Ju 88 A-4 (Wrack nach Absturz)
- Kjeller F.F.9 Kaje I
- Lockheed U-2
- Westland Lynx
- North American F-86F Sabre
- North American T-6/J Harvard
- Northrop F-5A Freedom Fighter
- Petlyakov Pe-2FT (Cockpit)
- Piper L-18C Super Cub
- Republic F-84G Thunderjet
- Republic RF-84F Thunderflash
- Supermarine Spitfire LF.Mk.IXe

(Quelle:)

### Ziviler Bereich
- Bell 47 D-1
- Britten-Norman BN-2 Islander
- Cessna 150
- Cessna 337D Super Skymaster
- De Havilland Canada DHC-6 Twin Otter
- Fokker F-28 1000 Fellowship
- Grunau 9
- Hønningstad C5 Polar
- I.V.L Sääski II
- Junkers Ju 52/3m
- Messerschmitt-Bölkow-Blohm BO 105 CBS
- Piper PA-22 Colt
- Rans S-9B Chaos
- Rally 2B
- Reinfjell Experimental
- Noorduyn Norseman Mk.VI
- Scheibe Bergfalke II/55

(Quelle:)